# Riedering
Riedering è un comune tedesco di 5 360 abitanti, situato nel land della Baviera.